# Persone di nome Károly
| Questa pagina contiene informazioni ricavate automaticamente dalle voci biografiche con l'ausilio del template Bio e di un bot. L'aggiornamento è periodico e automatico e ricostruisce completamente la pagina. Se manca una persona in questa lista, sei pregato di non aggiungerla, ma accertati piuttosto che la sua voce biografica contenga il template Bio e che i dati anagrafici siano correttamente compilati. Se il template Bio manca, inseriscilo tu stesso o, in alternativa, metti l'avviso {{tmp\|Bio}} che ne segnala la mancanza. Se i dati riportati sono sbagliati, correggi direttamente la voce biografica; le modifiche saranno visibili in questa lista entro pochi giorni. Per chiarimenti vedi il progetto antroponimi. La lista contiene solo le 63 persone che sono citate nell'enciclopedia e per le quali è stato implementato correttamente il template Bio. Pagina aggiornata al 23 feb 2025. |

Questa è una lista di persone presenti nell'enciclopedia che hanno il nome Károly, suddivise per attività principale.

## Allenatori di calcio(4)
- Károly Csapkay, allenatore di calcio e calciatore ungherese (Budapest, n. 1893 - † 1966)
- Károly Fatter, allenatore di calcio e calciatore ungherese (Budapest, n. 1896)
- Károly Fogl, allenatore di calcio e calciatore ungherese (Újpest, n. 1895 - Budapest, † 1969)
- Károly Gelei, allenatore di calcio, ex calciatore e ex giocatore di calcio a 5 ungherese (Budapest, n. 1964)

## Arbitri di calcio(1)
- Károly Palotai, arbitro di calcio e calciatore ungherese (Békéscsaba, n. 1935 - Győr, † 2018)

## Aviatori(1)
- Károly Kaszala, aviatore austro-ungarico (Nitra, n. 1894 - Poroszló, † 1932)

## Botanici(1)
- Rezső Soó, botanico ungherese (Odorheiu Secuiesc, n. 1903 - Budapest, † 1980)

## Calciatori(16)
- Károly Bangi, calciatore ungherese (n. 1905)
- Károly Csapó, ex calciatore ungherese (Agyagosszergény, n. 1952)
- Károly Dietz, calciatore e allenatore di calcio ungherese (Sopron, n. 1885 - Budapest, † 1969)
- Károly Fatér, calciatore ungherese (Nyírlak, n. 1940 - Budapest, † 2020)
- Károly Furmann, calciatore ungherese (n. 1901 - † 1984)
- Károly Gallina, calciatore ungherese (n. 1907 - † 1986)
- Charles Horvath, ex calciatore ungherese (n. 1940)
- Károly Koródy, calciatore ungherese (n. 1887 - † 1917)
- Károly Kéri, calciatore ungherese (n. 1920 - † 1999)
- Károly Kővágó, calciatore ungherese (n. 1904)
- Károly Lakat, calciatore e allenatore di calcio ungherese (Győr, n. 1920 - Budapest, † 1988)
- Károly Mikes, calciatore ungherese (n. 1913 - † 1986)
- Károly Sándor, calciatore ungherese (Seghedino, n. 1928 - Budapest, † 2014)
- Károly Sós, calciatore e allenatore di calcio ungherese (Budapest, n. 1909 - Budapest, † 1991)
- Károly Weichelt, calciatore rumeno (Oradea, n. 1906 - † 1971)
- Károly Zsák, calciatore ungherese (Budapest, n. 1895 - Budapest, † 1944)

## Canoisti(1)
- Károly Wieland, canoista ungherese (Soroksár, n. 1934 - Weinheim, † 2020)

## Canottieri(1)
- Károly Levitzky, canottiere ungherese (Dorgoş, n. 1885 - Budapest, † 1978)

## Cantanti(1)
- Charlie, cantante ungherese (Ondód, n. 1947)

## Cardinali(1)
- Károly Hornig, cardinale e vescovo cattolico ungherese (Buda, n. 1840 - Veszprém, † 1917)

## Ceramisti(1)
- Károly Doncsecz, ceramista sloveno (Orfalu, n. 1918 - Körmend, † 2002)

## Filologi(1)
- Károly Kerényi, filologo classico e storico delle religioni ungherese (Temesvár, n. 1897 - Zurigo, † 1973)

## Generali(1)
- Károly Batthyány, generale e politico ungherese (Rechnitz, n. 1697 - Vienna, † 1772)

## Ingegneri(1)
- Károly Zipernowsky, ingegnere ungherese (Vienna, n. 1853 - Budapest, † 1942)

## Karateka(1)
- Gábor Hárspataki, karateka ungherese (Budapest, n. 1996)

## Lottatori(3)
- Károly Bajkó, lottatore ungherese (Békés, n. 1944 - Budapest, † 1997)
- Károly Ferencz, lottatore ungherese (Budapest, n. 1913 - Budapest, † 1984)
- Károly Kárpáti, lottatore ungherese (Eger, n. 1906 - Budapest, † 1996)

## Micologi(1)
- Károly Kalchbrenner, micologo ungherese (Pöttelsdorf, n. 1807 - Spišské Vlachy, † 1886)

## Militari(1)
- Károly Beregfy, militare e politico ungherese (Crvenka, n. 1888 - Budapest, † 1946)

## Nobili(2)
- Károly Zay, nobile e politico ungherese (Sopron, n. 1797 - Bučany, † 1871)
- Károly Zichy, nobile, politico e magistrato ungherese (Bratislava, n. 1753 - Vienna, † 1826)

## Nuotatori(3)
- Károly Bartha, nuotatore ungherese (n. 1907 - † 1991)
- Károly Güttler, ex nuotatore ungherese (Budapest, n. 1968)
- Károly Rémi, nuotatore e pallanuotista ungherese (Budapest, n. 1891 - Budapest, † 1914)

## Pallanuotisti(2)
- Károly Hauszler, pallanuotista ungherese (Budapest, n. 1952 - Budapest, † 2023)
- Károly Szittya, pallanuotista ungherese (Budapest, n. 1918 - Seghedino, † 1983)

## Pianisti(1)
- Károly Aggházy, pianista e compositore ungherese (Budapest, n. 1855 - Budapest, † 1918)

## Pittori(3)
- Károly Ferenczy, pittore ungherese (Vienna, n. 1862 - Budapest, † 1917)
- Károly Markó il Giovane, pittore ungherese (Pest, n. 1822 - Mosca, † 1891)
- Károly Markó il Vecchio, pittore ungherese (Levoča, n. 1793 - Firenze, † 1860)

## Politici(5)
- Károly Grósz, politico ungherese (Miskolc, n. 1930 - Gödöllő, † 1996)
- Károly Huszár, politico ungherese (Nußdorf am Attersee, n. 1882 - Budapest, † 1941)
- Károly Király, politico romeno (Târnăveni, n. 1930 - † 2021)
- Károly Andrássy, politico ungherese (Rožňava, n. 1792 - Bruxelles, † 1845)
- Károly Németh, politico ungherese (Páka, n. 1922 - Budapest, † 2008)

## Registi(1)
- Károly Makk, regista e sceneggiatore ungherese (Berettyóújfalu, n. 1925 - Budapest, † 2017)

## Scacchisti(1)
- Károly Honfi, scacchista ungherese (Budapest, n. 1930 - Budapest, † 1996)

## Scrittori(2)
- Károly Kisfaludy, scrittore, drammaturgo e pittore ungherese (Tét, n. 1788 - Pest, † 1830)
- Károly Molter, scrittore, drammaturgo e critico letterario ungherese (Vrbas, n. 1890 - Târgu Mureș, † 1981)

## Sollevatori(2)
- Károly Bakos, ex sollevatore ungherese (Budapest, n. 1943)
- Károly Ecser, sollevatore ungherese (Cegléd, n. 1931 - Cegléd, † 2005)

## Storici(1)
- Karl Polanyi, storico, antropologo e economista ungherese (Vienna, n. 1886 - Pickering, † 1964)

## Tiratori a segno(1)
- Károly Takács, tiratore a segno ungherese (Budapest, n. 1910 - Budapest, † 1976)

## Vescovi cattolici(1)
- Károly Eszterházy, vescovo cattolico ungherese (Presburgo, n. 1725 - Eger, † 1799)

## Senza attività specificata(1)
- Károly Varga, ex tiratore a segno ungherese (Budapest, n. 1955)